# Kim Yi-su
Kim Yi-su (* 24. März 1953 in Jeongeup, Jeollabuk-do) ist ein südkoreanischer Richter. Seit September 2012 ist Kim Richter am Verfassungsgericht Südkoreas.

## Leben
Kim Yi-su studierte Rechtswissenschaft an der Seoul National University und erlangte daselbst 1976 seinen LL.B. Nachdem er ein Jahr später die Bar-Prüfung bestanden hatte, arbeitete er von 1979 erst als Militärrichter, bevor er 1982 an das Bezirksgericht Daejeon wechselte. 1987 wurde Kim an das Bezirksgericht Suwon berufen und 1989 an das Berufungsgericht Seoul versetzt. 1991 nahm er an einem Ausbildungsprogramm an der University of Texas in den Vereinigten Staaten teil. Von 1996 bis 1999 war Kim als Ausbilder am Judicial Research and Training Institute des Obersten Gerichtshof tätig und wurde 2000 zum obersten Richter am Patentgericht ernannt. Nach weiteren Aufenthalten an verschiedenen Gerichten im Gerichtsbezirk Seoul wurde Kim 2011 zum Leiter des Judicial Research and Training Institute ernannt.
2012 wurde Kim Yi-su von der Demokratischen Partei als Richter am Verfassungsgericht nominiert und am 20. September 2012 von Präsident Lee Myung-Bak zum Richter ernannt. Beim Parteiverbotsverfahren der Vereinigten Progressiven Partei, der die Unterstützung der Regierung Nordkoreas vorgeworfen wurde, sprach sich Kim als Einziger von neun Richtern gegen ein Verbot der Partei aus. In der von der Partei vertretenen Position, die nationalen Sicherheitsgesetze abzuschaffen, sah Kim keine Indiz für die Verfassungswidrigkeit. Auch die von der Partei angestrebten radikalen Veränderungen in der Struktur der Regierung war für Kim kein ausreichendes Indiz für die Wiedervereinigung im Kommunismus. 2015 entschied der Verfassungsgericht bereits zum fünften Mal nach 1990, 1993, 2001 und 2008 über die Verfassungsmäßigkeit des Artikel 241 des Strafgesetzbuches, welches den Straftatbestand des Ehebruchs mit bis zu zwei Jahren Freiheitsentzug vorsah. Am 26. Februar 2015 entschied das Gericht mit sieben zu zwei Stimmen für die Abschaffung des Straftatbestandes. Kim, der als eher liberal gilt, stimmte ebenfalls für die Verfassungswidrigkeit. Kims Amtszeit als Richter am Verfassungsgericht endet offiziell am 19. September 2018.